# Сравнительное религиоведение

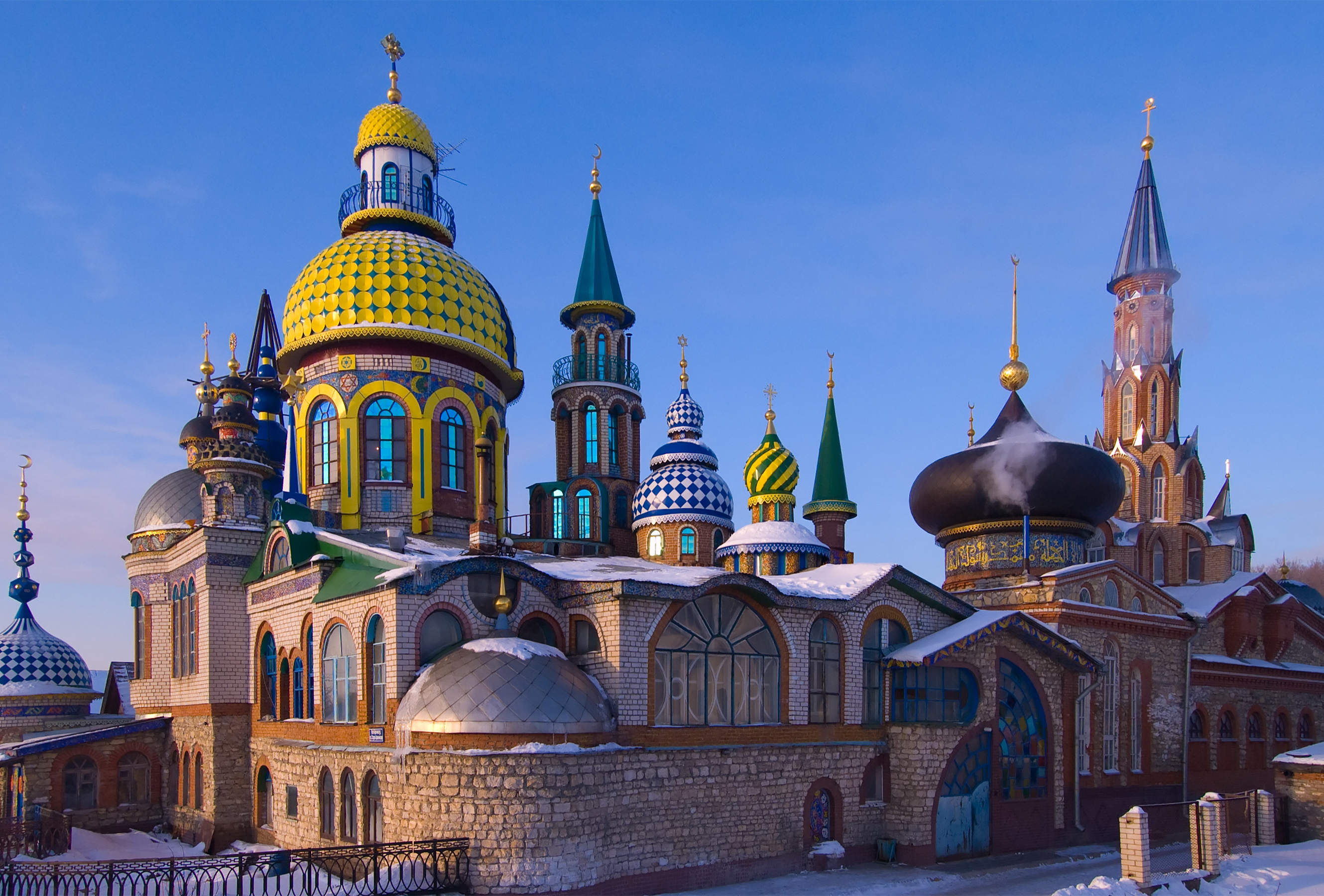
Храм всех религий, г. Казань, 2008 год

Сравни́тельное религиове́дение — дисциплина, использующая сравнительный метод для изучения религий с целью выявления их общих форм, типов, морфологии феноменов, универсальных взаимосвязей, правил и законов:113.

## История возникновения
Применение сравнительного метода в религиоведении стало логичным шагом становления науки конца XIX века. В те годы возник целый ряд подобных дисциплин, например сравнительное языкознание, сравнительная мифология или сравнительная анатомия, объектом исследования которых была форма, а не бытовавшая ранее функция.
Сравнительное религиоведение, как термин и как сущность, было предложено научной общественности 19 февраля 1870 года учёным немецкого происхождения Максом Мюллером (нем. Max Müller). Тогда в Королевском институте Лондона им была прочитана первая лекция, посвящённая сравнительному изучению основных религий мира. Он рассмотрел развитие религии по аналогии с развитием языка и мышления, отмечая их генетическую связь, подтверждая выводы значительным историческим материалом. По мнению М. Мюллера, религиозное сознание людей формировалось эволюционным путём, двигаясь «снизу вверх». То есть от культа видимой природы и далее, в соответствии с совершенствованием интеллекта, до почитания Бога как духа. В своих исследованиях М. Мюллер выделял три языковых и религиозных центра развития: арийский, семитский и туранский. Сопоставление священных текстов разных религий обнаружило и дало возможность изучить то общее, что присуще религии в целом как социокультурному феномену. Своеобразным результатом его работы стал афоризм, выражающий важность сравнительного религиоведения:
Кто знает одну религию — не знает ни одной.Макс Мюллер

## Общие сведения
Предметом изучения сравнительного религиоведения — части религиоведения как науки — является системное сопоставление доктрин и практик мировых религий. Под ними обычно понимают религии, классифицируемые географически как ближневосточные (в том числе зороастризм, иранские, авраамические), индийские, африканские, американские, классические эллинистические, религии Восточной Азии и Океании. Выявление принципиальной схожести феноменов этих верований привело к выводу об отсутствии уникальных религиозных фактов или явлений, присущих лишь одной исторической религии:109.
С точки зрения методологии естественнонаучных дисциплин, сравнение, по сути, занимает в религиоведении место эксперимента. На его основании строятся, проверяются и уточняются научные гипотезы. Однако сравнения не могут быть абсолютно точными, так как основаны на аналогиях. Иными словами, сравнения всегда требуют контекстуального историко-культурного уточнения.
Исследования сравнительного религиоведения дают богатый материал для изучения общей природы отношения людей к таким понятиям, как «священное», «сверхъестественное», «духовное», «божественное».

### Некоторые особенности использования сравнений в религиоведении
Успешность использования любого сравнительного метода зависит от унификации приёмов наблюдения, включая стандартизацию исходных данных и получаемых результатов. В религиоведении сложился ряд правил, некоторые из которых состоят в следующем:
- Разные религии не должны сравниваться между собой в целом. Например, буддизм и христианство как таковые. Бесперспективность этого подхода показана Удо Творушка (нем. Udo Tworuschka) в книге «Методологические подходы к мировым религиям»[10]:104—112.
- В ходе сравнений всегда должно учитываться религиозное разнообразие. То есть, например, рассматривается не просто христианский текст, а православный, или не просто исламское сообщество, а суннитское и т. п.[10]
- Сравнения должны вестись в рамках одинаковых структурных слоёв. Таковых в каждой религии Ниниан Смарт выделяет шесть: доктринальный, мифологический, этический, ритуалистический, социальный и социальных институтов и религиозного опыта. К примеру, сравнения исламского, буддистского, христианского понимания божества или представлений о спасении можно проводить в доктринальном слое[11].
- Сравнения должны учитывать, что отдельные феномены религии являются лишь частью целого, которое придаёт им характеризующую окраску. Недостаточно просто описать наблюдаемые факты. Необходимо понимать религиозные интенции. Например, в сравнении христианского и буддийского монашества явно проступают схожие элементы — аскеза, безбрачие, правила общественной жизни, созерцательная жизнь, работа и пр. Но у этих религий есть важное отличие — христианское монашество возникло как «аскетический энтузиазм», но не как непременное условие спасения[7].

Отдельно следует подчеркнуть, что процесс сравнения должен исключать путаницу между аналогией и гомологией. Иными словами, необходимо различать аналогичные феномены, или похожие по назначению, от феноменов, схожих только внешне, но разных по смыслу. На это впервые обратил внимание Генрих Фрик (нем. Heinrich Frick) в книге «Сравнительное религиоведение» (1928).